# أحباء وغرباء آخرون (فلم)
أحباء وغرباء آخرون (بالإنجليزية: Lovers and Other Strangers) هو فيلم كوميدي تم إنتاجه في الولايات المتحدة وصدر في سنة 1970.

## ترشيحات وجوائز
| السنة | الحدث  | الفئة      | النتيجة |
| ----- | ------ | ---------- | ------- |
|       | أوسكار | أفضل أغنية | فوز     |

## الميزانية والإيرادات
بلغت تكلفة إنتاج الفيلم حوالي 2,550,000 دولار بينما حقق أرباحا تقدر بـ 7,700,000 دولار.

## وصلات خارجية
- مقالات تستعمل روابط فنية بلا صلة مع ويكي بيانات

1. ↑  "معلومات عن أحباء وغرباء آخرون (فيلم) على موقع allmovie.com". allmovie.com. مؤرشف من الأصل في 2021-02-02.
2. ↑  "معلومات عن أحباء وغرباء آخرون (فيلم) على موقع tcm.turner.com". tcm.turner.com. مؤرشف من الأصل في 2021-05-10.
3. ↑  "معلومات عن أحباء وغرباء آخرون (فيلم) على موقع letterboxd.com". letterboxd.com. مؤرشف من الأصل في 2016-02-21.